# Sonic Destroyer
Sonic Destroyer est un maxi de musique électronique produit par Underground Resistance sous le pseudonyme X-101.

## Titres
| No  | Titre           | Durée |
| --- | --------------- | ----- |
| A1. | Untitled        |       |
| A2. | Untitled        |       |
| A3. | Sonic Destroyer |       |
| B.  | G-Force         |       |